# Imo
Imo è uno dei 36 stati della Nigeria, situato nel sud della Nigeria con capitale Owerri. Fu creato nel 1976 da una parte del vecchio East Central State, uno dei dodici stati creati dal Governo Militare Federale nel 1967. Nel 1991, da una costola di Imo nacque lo Stato di Abia.
La superficie totale è di circa 5300 km², mentre la popolazione stimata nel 2009 è di 4,8 milioni di abitanti. La città più grande è la capitale Owerri. Le altre maggiori città sono: Okigwe, Oguta, Orlu, Mbaise, Uzoagba, Emekuku (Emekē Ukwu), Orodo, Mgbidi.

## Suddivisioni
Lo stato di Imo è suddiviso in ventisette aree a governo locale (local government areas):
- Aboh Mbaise
- Ahiazu Mbaise
- Ehime Mbano
- Ezinihitte Mbaise
- Ideato North
- Ideato South
- Ihitte/Uboma
- Ikeduru
- Isiala Mbano
- Isu
- Mbaitoli
- Ngor Okpala
- Njaba
- Nkwerre
- Nwangele
- Obowo
- Oguta
- Ohaji/Egbema
- Okigwe
- Orlu
- Orsu
- Oru East
- Oru West
- Owerri Municipal
- Owerri North
- Owerri West
- Onuimo